# Путивльский уезд
Пути́вльский уе́зд — административно-территориальная единица Великого княжества Литовского, Московского государства, Российской империи, а затем (после революции) РСФСР. Уезд (до XVI века — повет) входил в состав: Киевского воеводства (1471—1500), Новгород-Северского княжества (1500—1523), Севского разряда (ок. 1660—1708), Киевской губернии (1708—1727), Белгородской губернии (1727—1779), Курского наместничества (1779—1796) и Курской губернии (1796—1924).

## История
Путивльский повет известен как административно-территориальная единица Великого княжества Литовского с XV века. Его центром служил город Путивль, известный с 1146 года, бывшая столица Путивльского княжества. К составу повета относилась Еголдаева тьма — имение служилого князя Еголдая Сараевича и его потомков.
После вхождения в 1500 году состав России Путивльский повет получил статус уезда. Его площадь начала сокращаться с конца XVI века, после образования Белгородского, Оскольского, Курского и других уездов, отторгавших в свою пользу некоторые территории. В это же время юго-западная часть Путивльского уезда была занята подданными Речи Посполитой.
В декабре 1645 года Путивльский уезд был разорён крымцами, которые увели в полон 639 местных жителей. Во второй половине XVII века в Путивльский уезд переселилось множество жителей Речи Посполитой (преимущественно из Правобережной Украины).
В связи с реформами Петра I в 1708 году уезды были упразднены, вместо них были образованы дистрикты. В 1712—1719 город Путивль с дистриктом входил в состав Обоянской провинции Киевской губернии, затем перешёл в состав Севской провинции.
В 1727 году из состава Киевской губернии была выделена Белгородская губерния, состоящая из Белгородской, Орловской и Севской провинций. Дистрикты были обратно переименованы в уезды. Путивльский уезд вошёл в состав Севской провинции Белгородской губернии.
В 1779 году Белгородская губерния была разделена на Курское и Орловское наместничества. Путивльский уезд вошёл в состав Курского наместничества (преобразовано в Курскую губернию в 1797 году).
В 1802 году уезды были разукрупнены. Часть территории Путивльского уезда была передана в состав Рыльского уезда.
C 1802 по 1918 годы границы Путивльского уезда существовали без значительных изменений.
С сентября по декабрь 1919 года Путивльский уезд входил в состав Орловской губернии, затем был возвращён в Курскую.
В период между 1918 и 1924 годами многократно пересматривался состав и названия входивших в уезд волостей и сельсоветов.
По постановлению Президиума ВЦИК от 12 июня 1924 года Путивльский уезд был упразднен, а его территория вошла в состав укрупненного Рыльского уезда.
16 октября 1925 года территория бывшего Путивльского уезда (без Крупецкой волости) была передана УССР. При переходе на областное, окружное и районное деление был образован Путивльский район.

## География
В XVI веке территория уезда включала в себя среднее течение Сейма, Посулье (частично) и северное Подонцовье, а также верхнее и среднее течения Псла и Ворсклы. По данным писцовой книги 1628—1629 годов, в Путивльском уезде состояло 6 сёл, 41 деревня и 5 починков (всего 52 населённых пункта, не считая владений Молченского монастыря, а также пустошей и селищ). В среднем на одно селение приходилось 12,8 дворов. В XVII веке площадь уезда достигала 1500 тыс. десятин (свыше 16,3 тыс. км²). Пашня занимала всего 2 % территории уезда. Ко времени проведения Генерального межевания площадь уезда уменьшилась до 197 тыс. десятин (≈2152 км²), 58 % этой территории распахивалось. По данным 30-х годов XVIII века, в Путивльском уезде насчитывалось 133 населённых пункта.
С XVIII века Путивльский уезд являлся самым западным уездом Курской губернии. Граничил с землями Черниговской губернии на севере, Полтавской на юге и западе, а также с Рыльским уездом на востоке. Населённые пункты Путивльского уезда были сосредоточены в основном на берегах реки Сейм, являвшейся главной водной артерией губернии.

## Население
В 20-х годах XVII века в Путивльском уезде проживало около 350 помещиков, которым принадлежало 386 крестьянских и 241 бобыльский двор. В 1646 году в уезде насчитывалось 1056 крестьянских дворов. В 1672 году в Путивльском уезде проживало 547 служилых людей. В 1678 году здесь насчитывалось, по разным оценкам, от 370 до 410 посадских людей мужского пола (в 138—149 дворах) и свыше 2,4 тыс. мужчин — сельских жителей (из них более 1,9 тыс. крестьян в 449 дворах). В 1700 году в Путивльском уезде проживало 126 помещиков (не считая однодворцев), которым принадлежало 394 двора крепостных. В 1719 году число крестьян мужского пола в уезде превышало 38,1 тыс. человек, однодворцев — 1,8 тыс. чел..

## Административное деление

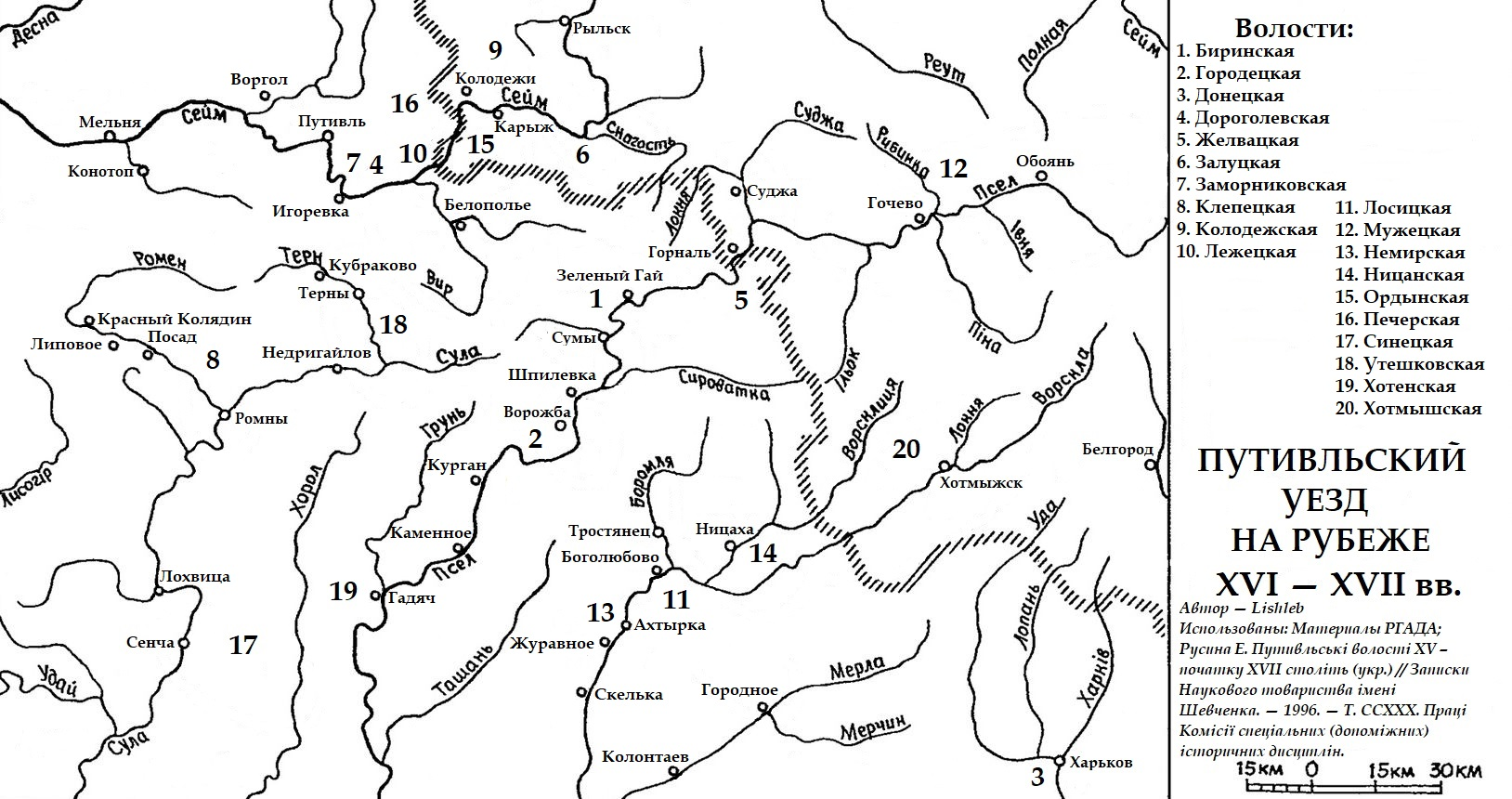
Волости Путивльского уезда

К началу XVI века в составе Путивльского повета насчитывалось 14 волостей, находившихся в постоянном или временном владении представителей киевской аристократии (князей, панов и земян). В конце XVI — начале XVII вв. Путивльский уезд состоял из 18 волостей: Биринской, Городецкой, Донецкой (Милолюбской), Желвацкой, Залуцкой, Клепецкой, Колодежской, Коренской, Лосицкой, Мужецкой, Немирской, Ницанской, Ордынской, Печерской, Синецкой, Утешковской (Тешевской), Хотенской и Хотмышской. Ранее к числу путивльских волостей относились также Лопатинская и Меленская. В документах XVI—XVII веков упоминаются также Дороголевская, Лежецкая и другие волости.

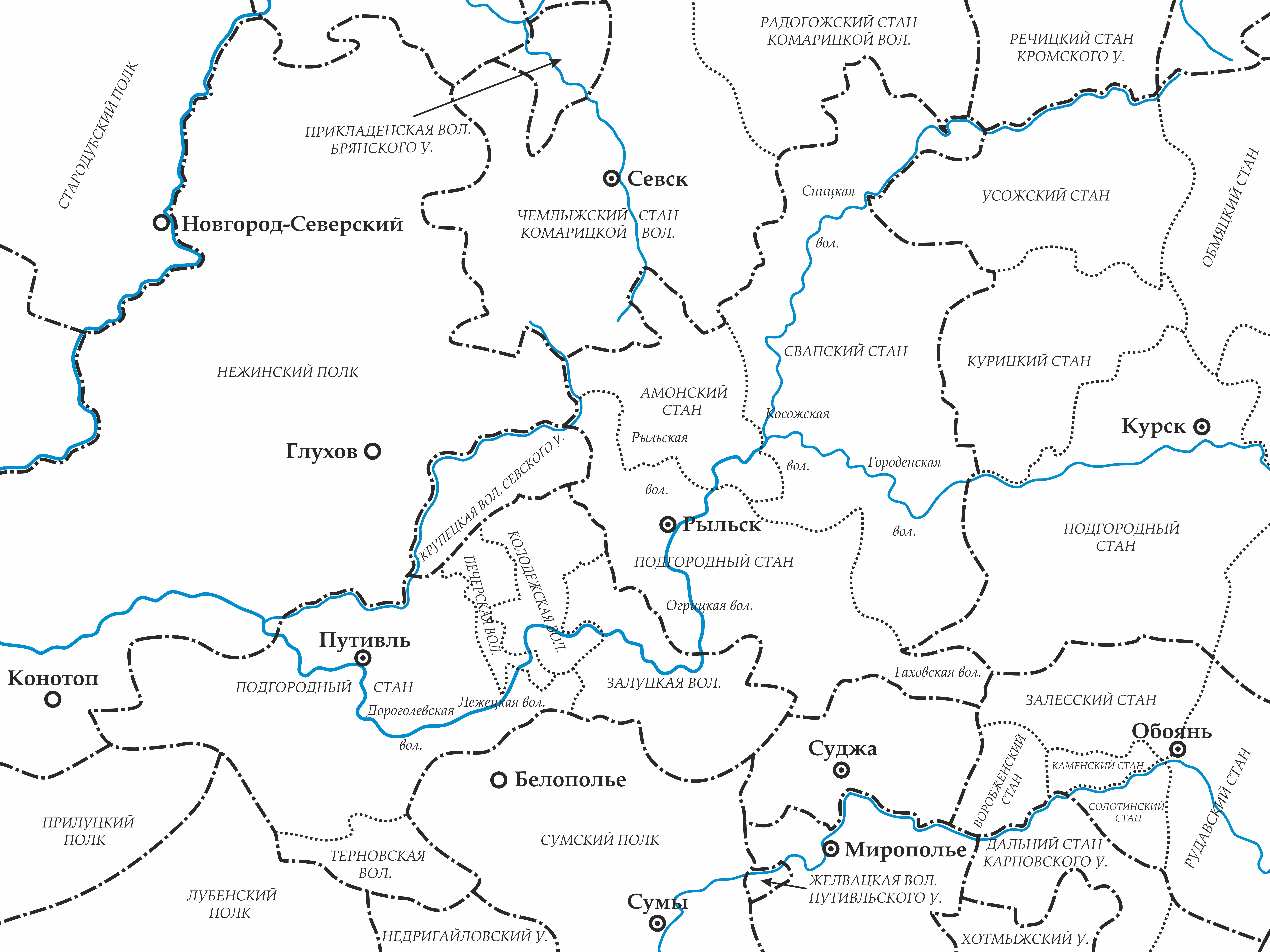
Путивльский и Рыльский уезды в конце XVII века

В 1678 году Путивльский уезд складывался из трёх волостей (Колодежской, Печерской и Залуцкой), а также Подгородного стана. Согласно позднейшим подсчётам, здесь насчитывалось 519 дворов крепостных, численность которых составляла, по разным данным, от 1,9 до 2,2 тыс. чел. (учитывались только мужчины). В 1678 году упоминается также Терновская волость (центр — Терновская слобода). Согласно материалам ревизий, в XVIII веке Путивльский уезд разделялся на три стана — Семский, Засемский и Клевенский.
В 1880 году Путивльский уезд делился на 21 волость:
- Берюховская волость — центр Берюх
- Больше-Неплюевская волость — центр Большая Неплюева
- Бочечанская волость — центр Бочечки
- Бурынская волость — центр Бурынь
- Волынцевская волость — центр Волынцево
- Гвинтовская волость — центр Гвинтово
- Глушецкая волость — центр Глушец
- Грузчанская волость — центр Грузское
- Казачанская волость — центр Казацкое
- Клепальская волость — центр Клепалы
- Князевская волость — центр Князево
- Красно-Слободская волость — центр Красная Слобода
- Крупецкая волость — центр Крупец
- Николаевская волость — центр Николаевка
- Ново-Слободская волость — центр Новая Слобода
- Попово-Слободская волость — центр Попова Слобода
- Пригородная волость — центр Пригородная Слобода (ныне в черте Путивля)
- Ревякинская волость — центр Ревякино
- Череповская волость — центр Череповка
- Шалыгинская волость — центр Шалыгино
- Яцынская волость — центр Яцыно

К 1890 году число волостей уезда сократилось до 18. В 1917 году Путивльский уезд разделялся уже на 13 волостей: Берюховскую, Больше-Неплюевскую, Бурынскую, Глушецкую, Грузсчанскую, Казачанскую, Крупецкую, Николаевскую, Ново-Гончарскую, Ново-Слободскую, Попово-Слободскую, Пригороднюю и Шалыгинскую. К 1921 году была восстановлена Клепальская волость и создана Ново-Воскресенская. Больше-Неплюевская волость была переименована в Успенскую.